# Jean-Nicolas Laverlochère
Pour les articles homonymes, voir Laverlochère.
Jean-Nicolas Laverlochère, né le 6 décembre 1812 à Saint-Georges-d'Espéranche (Isère) et mort le 4 octobre 1884 à Témiscaming (Québec), est un prêtre oblat français, missionnaire au Canada. Au Témiscamingue (Québec), la municipalité de Laverlochère, le canton et la rivière sont nommés en son honneur.

## Biographie

### Formation
Septième enfant de Jeoffroi La Verlochère et d’Anne Linage, Jean-Nicolas abandonne tôt l’école pour apprendre le métier de cordonnier. Il prend connaissance des Oblats en 1835, lors d’une mission prêchée dans son village par les pères de Notre-Dame de l’Osier. 
Il commence alors sa vie religieuse comme frère lai de la Congrégation des oblats à Marseille le 26 novembre 1836 et prononce ses vœux en 1838. 
Envoyé à la maison d’Aix comme sacristain, il obtient de Mgr de Mazenod la permission d’étudier le latin et le prêtrise.
Le 31 octobre 1840, il recommence le noviciat à Marseille, et fait son oblation à Notre-Dame de Lumières, le 1er novembre 1841. Pendant son noviciat, il étudie la philosophie au grand séminaire de Marseille puis la théologie à Notre-Dame de Lumières et à Notre-Dame de l’Osier. Il est ordonné diacre, le 20 août 1843 et part aussitôt pour le Canada afin d'y évangéliser les indigènes.

### Missions au Canada
Arrivé à Longueuil, le 12 octobre 1843, le frère continue d’étudier la théologie et commence à apprendre l'algonquin. À la demande de Mgr Joseph Signay, il doit être envoyé au plus tôt auprès des Amérindiens du Témiscamingue et de l’Abitibi. Il est ordonné prêtre dans l’église de l’Acadie, le 5 mai 1844, par Mgr Rémi Gaulin.
Dès le 14 mai 1844, le père Laverlochère accompagne l’abbé Moreau dans un voyage de trois mois près de la rivière Outaouais. Ils passent par Fort William et Fort Témiscamingue dans le but d'atteindre le lac Abitibi le 27 juillet et rentrer à Ottawa le 24 août tout en prêchant et confessant les Amérindiens rencontrés non par hasard sur leur route. En 1845, le P. Laverlochère devient chef de mission et refait chaque année le même trajet avec ses élèves missionnaires successifs entre 1845 et 1851. 
Le père Laverlochère, très aimé des Amérindiens, se lie également d’amitié avec les bourgeois de la Compagnie de la Baie d’Hudson dans les divers forts. Voulant établir une mission catholique permanente à Fort Albany, son ami le gouverneur George Simpson ne le permet pas, à cause du manque de moyens et de vivres dans cette région éloignée.
De 1845 à 1849, le père Laverlochère aide les pères de Longueuil dans la prédication et quête avec succès en faveur des missions des diocèses de Québec et de Montréal.

### Fin de vie
Au mois de mai 1851, le père repart pour des missions le long de l’Outaouais et jusqu’à la Baie James. À son retour, il doit être transporté jusqu'à Ottawa après avoir été frappé de paralysie au cours de la nuit.
Le 15 octobre 1851, il entre à l’hôpital des Sœurs Grises d’Ottawa. Il se remet suffisamment pour continuer à célébrer la messe, entendre les confessions et  prêcher dans les diverses maisons où il est envoyé. Il est de nouveau sollicité en France pour prêcher en faveur de l’œuvre de la propagation de la foi. Il revient donc en France en 1853, mais essentiellement pour se soigner. Il continue de donner quelques conférences entre 1854 et 1855, mais, le 15 avril 1855, Mgr de Mazenod le suspend de ses prédications « qui ne sauraient produire les résultats désirés. »

De retour au Canada en janvier 1856, le P. Laverlochère réside à Maniwaki jusqu'en 1863, à Sault Saint-Louis durant l’été 1863, à Plattsburgh de 1863 à 1867 et à Témiscamingue de 1868 à sa mort, survenue le 4 octobre 1884. À la fin de sa vie, il souffre de rhumatisme et est recouvert de plaies de lit sur tout le corps.

## Hommages
- La rivière Laverlochère, le canton et le village de Laverlochère) sont nommés en son honneur ;
- Le cimetière amérindien du Vieux Fort-Témiscamingue est déclaré site historique par la province d’Ontario.

## Œuvre
- Mission de la Baie d'Hudson : Lettre de Mgr l'évêque de Bytown, 1848 ;
- Annales de la Propagation de la foi, 1951 ;
- Dictionnaire franco-algonquin.